# Ариана (историческая область)
Ариа́на — общий географический термин, используемый греческими и римскими авторами древнего мира для обозначения обширной территории между Центральной Азией и рекой Инд, включающей восточные провинции державы Ахеменидов, которая охватывала весь современный Афганистан, а также как самая восточная часть Ирана и вплоть до реки Инд в Пакистане.
В разное время различными частями региона управляли персы (Ахемениды, Сасаниды, Кушано-Сасаниды), Македоняне, Селевкиды, империя Маурьев, затем греко-бактрийцы и индо-греки, индо-скифы, парфяне, включая индо-парфян и кушанов, хиониты (кидариты), эфталиты и другие.

## Этимология
Термин «Ариана» впервые засвидетельствован ок. 220 до н. э. у древнегреческого автора Эратосфена и заимствован у него Страбоном. Он произошёл от названия области Харайва (совр. Герат на северо-западе Афганистана), которое греки передавали как ’Αρία (более поздняя форма — ’Aριανή), а в латинизированной форме — Ariana, то есть «(страна) ариев».
Имена Ариана, Арья и многие другие титулы связаны с авестийским термином «Аирйа» и древнеперсидским термином «Арья» — самоназванием народов Древнего Ирана и Древней Индии, означающим «благородный», «превосходный» и «почётный».

## География Арианы
Согласно определению Эратосфена, границы Арианы были определены рекой Инд на востоке, морем на юге, линией от Кармании до Каспийских ворот на западе и так называемыми «Таврскими горами» на севере. Этот обширный регион включал в себя почти все страны к востоку от Мидии и древней Персии.
Страбон упоминает, что река Инд протекает между Арианой и Индией. Он утверждает, что Ариана ограничена на востоке рекой Инд, на юге великим морем и что её части на западе отмечены теми же границами. После описания границ Арианы Страбон пишет, что название «αρειανή» также могло быть распространено на часть персов и мидян, а также на северных бактрийцев и согдийцев. Подробное описание этого региона можно найти в книге Страбона «География». Дионисий Периегет согласен со Страбоном в распространении северной границы Арианы до Паропамиза и говорит о них как о населяющих берега Эритрейского моря.
У Геродота Ариана не упоминается, и она не включена ни в географическое описание Стефана Византийского и Птолемея, ни в повествование Арриана.

## Жители Арианы
Народы, населявшие Ариану, как перечисляет Страбон, были:
- Арахоты;
- Арии;
- Бактрийцы;
- Дранги;
- Гедросии;
- Паропамисады;
- Парфяне;
- Персы;
- Согдийцы.